# فانوس شیطان
فانوس شیطان (انگلیسی: The Devil's Lantern) یک فیلم درام به کارگردانی کارلو کامپوگالیانی است که در سال ۱۰۳۱ منتشر شد.

## بازیگران
- نلا ماریا بونورا
- کارلو گوالاندری
- لتیتسیا کوارانتا
- کارلو تامبرلانی
- رایموندو وان ریل
- آلفردو مارتینلی
- گویدو چلانو
- دوناتلا نِری